# Баба, Корнелиу
Корнелиу Ба́ба (рум. Baba; 18 ноября 1906, Крайова, Румыния — 28 декабря 1997, Бухарест, Румыния) — румынский живописец и график, мастер портрета. Академик Румынской академии (1990; член-корреспондент 1963). Академик Академии искусств ГДР (1964). Почётный член Академии художеств СССР (1958). Народный художник Румынии (1962).

## Биография
Учился сначала у своего отца, художника Георге Баба, затем недолго на факультете изящных искусств в Бухаресте, но не закончил обучение. Первая выставка прошла в 1934 году в городе Бэиле-Херкулане, что дало ему возможность продолжить обучение в Школе изящных искусств в Яссах (1934-38) у Николае Тоницы. В 1939 году был принят преподавать на тот же факультет ассистентом, в 1946 году профессором. В 1948 году, после своего дебюта на салоне в Бухаресте, был арестован, заключен в тюрьму в Яссах, на следующий год без объяснения уволен с работы и выслан в Бухарест. Несмотря на тяжёлые отношения с коммунистическим правительством Румынии, считавшим его формалистом, ему удалось сделать карьеру как иллюстратору книг и художнику. В 1955 году ему разрешили поехать в СССР, в том же году он получил золотую медаль на международной выставке в Варшаве. В 1956 году три его картины были выставлены на Биеннале в Венеции.
В 1958 году Корнелиу Баба был назначен профессором Института изящных искусств имени Николае Григореску в Бухаресте. В числе его учеников Владимир Замфиреску.
Ежегодно участвовал в выставках по всему миру. В 1964 году была организована его персональная выставка в Брюсселе, в 1970 году в Нью-Йорке. С 1963 года член-корреспондент Румынской академии наук. Тем не менее, хотя он был чрезвычайно знаменит в Румынии и, в меньшей степени, в социалистических странах Восточной Европы, ему никогда не удалось достигнуть сравнимой известности на Западе.

## Творчество
Работал в традициях реализма, восходящих к технике старых мастеров. Тем не менее, в его творчестве заметно влияние экспрессионизма, модерна и даже импрессионизма. Сам художник считал, что на него оказали особенно сильное влияние Эль Греко, Рембрандт и Гойя. Так как его творчество, особенно раннее, не укладывалось в рамки официального социалистического реализма, власти постоянно критиковали его за формализм.
Большинство произведений Корнелиу Баба находятся в Румынии, распределённые по всем художественным музеям страны. Самая крупная коллекция работ художника, насчитывающая более 90 картин, хранится в Музее искусств города Тимишоара. Основная часть экспонатов была передана в дар музею женой художника и впоследствии дополнена некоторыми работами из музеев Бухареста. Так же картины художника хранятся и в заграничных коллекциях, таких как ГМИИ имени А. С. Пушкина, Галерея новых мастеров Дрездена, Галерея Уффици, Национальная галерея зарубежного искусства (София) и др.